# Balbins
Balbins is een plaats en voormalige gemeente in het Franse departement Isère in de regio Auvergne-Rhône-Alpes en telt 397 inwoners (2005). De plaats maakt deel uit van het arrondissement Vienne.

## Geschiedenis
Balbins maakte deel uit van het kanton La Côte-Saint-André tot dit op 22 maart 2015 werd opgeheven en de gemeente werd opgenomen in het kanton Morestel.
Op 1 januari 2019 fuseerde Balbins met Ornacieux tot de commune nouvelle Ornacieux-Balbins. Bij deze gelegenheid werd Balbins opgenomen in het kanton Bièvre. 

## Geografie
De oppervlakte van Balbins bedraagt 7,3 km², de bevolkingsdichtheid is 54,4 inwoners per km².
De onderstaande kaart toont de ligging van Balbins met de belangrijkste infrastructuur en aangrenzende gemeenten.

## Demografie
Onderstaande figuur toont het verloop van het inwonertal.